# Piscaderabaai
Piscaderabaai är en vik i Curaçao. Den ligger i den södra delen av landet, 5 km nordväst om huvudstaden Willemstad.
Vid inloppet till viken ligger Fort Piscadera, ett av åtta fort på Curaçao. Fortet byggdes troligen mellan 1701 och 1704 på order av den dåvarande guvernören Van Beek. År 1714 byggdes på uppdrag av guvernör Collen en stjärnformad fästning.